# Frébuans
Frébuans ist eine französische Gemeinde im Département Jura in der Region Bourgogne-Franche-Comté. Sie gehört zum Arrondissement Lons-le-Saunier und zum Kanton Lons-le-Saunier-2. 
Das Gemeindegebiet wird vom Flüsschen Sorne durchquert.
Die Nachbargemeinden sind Chilly-le-Vignoble im Nordosten, Gevingey im Südosten, Trenal im Südwesten und Courlaoux im Nordwesten.

## Geschichte
1790 bis 1794 übernahm Frébuans schrittweise die bisher eigenständige Gemeinde Saint-Georges. In der nun erweiterten Gemarkung wohnten damals rund 300 Personen.

### Bevölkerungsentwicklung
| Jahr                       | 1962 | 1968 | 1975 | 1982 | 1990 | 1999 | 2008 | 2017 |
| -------------------------- | ---- | ---- | ---- | ---- | ---- | ---- | ---- | ---- |
| Einwohner                  | 196  | 196  | 248  | 343  | 343  | 345  | 349  | 373  |
| Quellen: Cassini und INSEE |      |      |      |      |      |      |      |      |

## Wirtschaft
Die Rebflächen in Frébuans sind Teil des Weinbaugebietes Côtes du Jura.

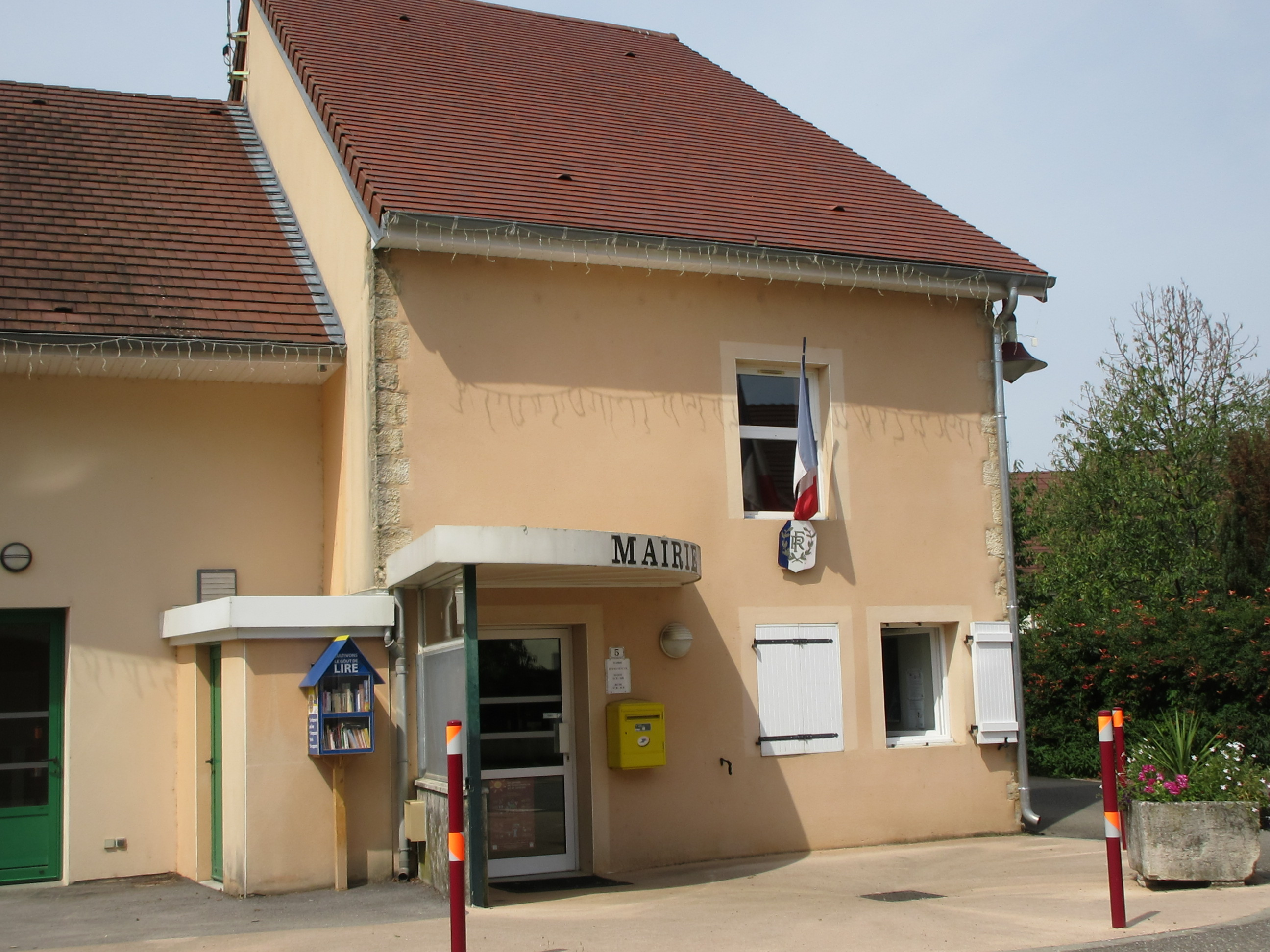
Mairie Frébuans
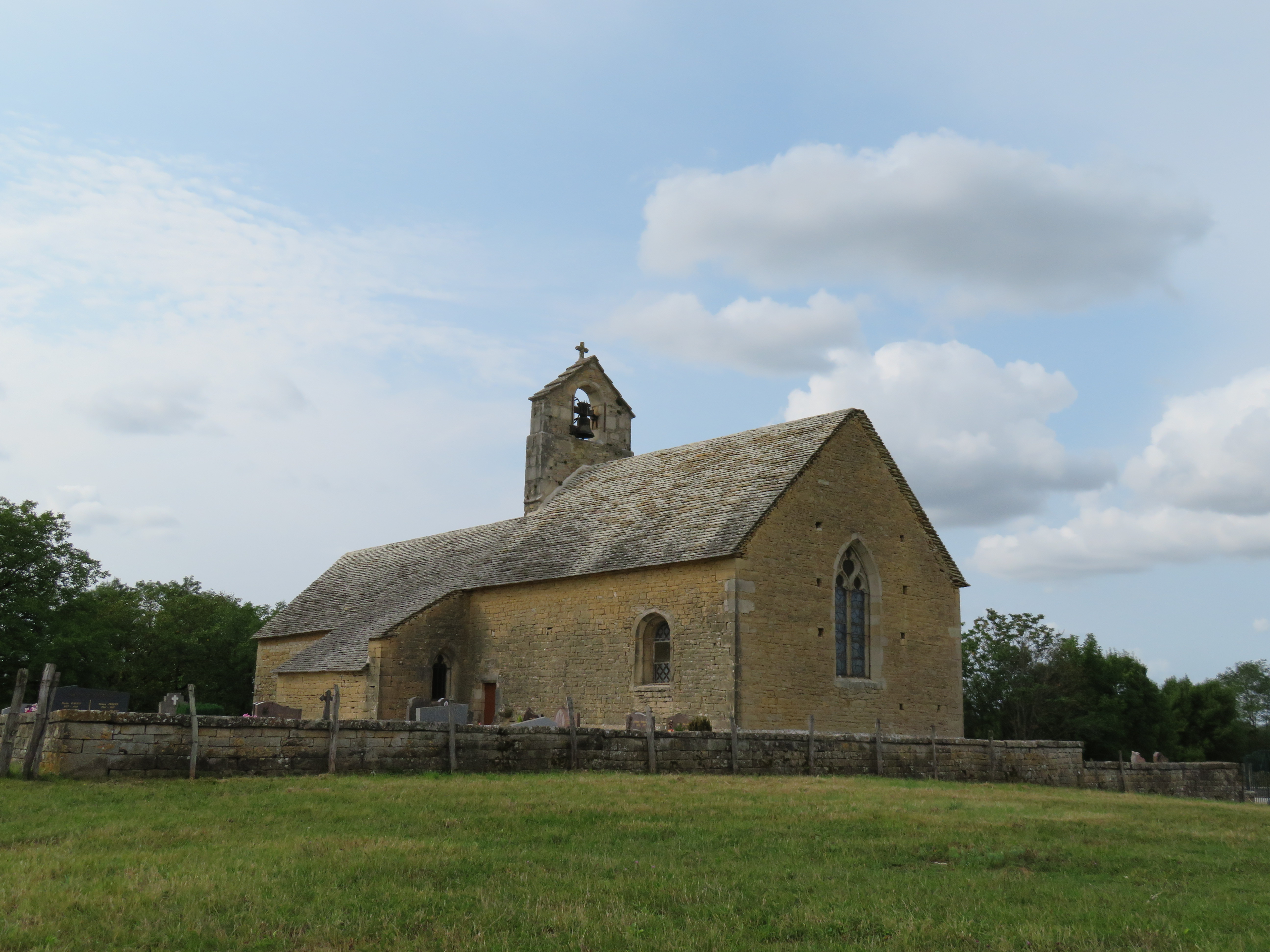
Kirche Saint-Georges-des-Champs